# Paul Magès
Paul Ernest Mary Magès (9 de marzo de 1908 - 22 de septiembre de 1999) fue un técnico automovilístico francés, vinculado a lo largo de toda su carrera con el fabricante de coches Citroën. Inventó la primera suspensión autonivelante para automóviles, conocida como suspensión hidroneumática, instalada por primera vez en 1955 como equipo de serie en el Citroën DS. Su dispositivo permitía sustituir los resortes de acero de las suspensiones convencionales por un sistema adaptativo de cilindros hidráulicos, lo que se tradujo en una experiencia de conducción inigualable en cualquier otro automóvil de la época.

## Semblanza
Magès nació en la localidad de Aussois (Saboya) en 1908. Su educación formal fue modesta. Obtuvo su Diploma Nacional (el Brevet d'Etudes du Premier Cycle), un curso preparatorio para la Academia de Artes y Oficios en Marsella. A los 17 años, envió su currículo a Citroën, uno de los principales fabricantes de automóviles de Francia, donde fue contratado para el mantenimiento de equipos. En 1936 se convirtió en delineante técnico, y en enero de 1942, el director general Pierre-Jules Boulanger lo asignó al departamento de desarrollo para resolver problemas con los sistemas de frenos y suspensión (incluido el Citroën 2 CV).
Magès estudió el material publicado que pudo reunir sobre suspensión de automóviles. Le desconcertó la incompatibilidad del conocimiento convencional sobre el tema con la calidad de conducción. Se le había encomendado la tarea de producir un automóvil con ambas cualidades, y se dio cuenta de que la solución debía residir en una suspensión variable, muy flexible a baja velocidad y rígida a alta velocidad y carga.

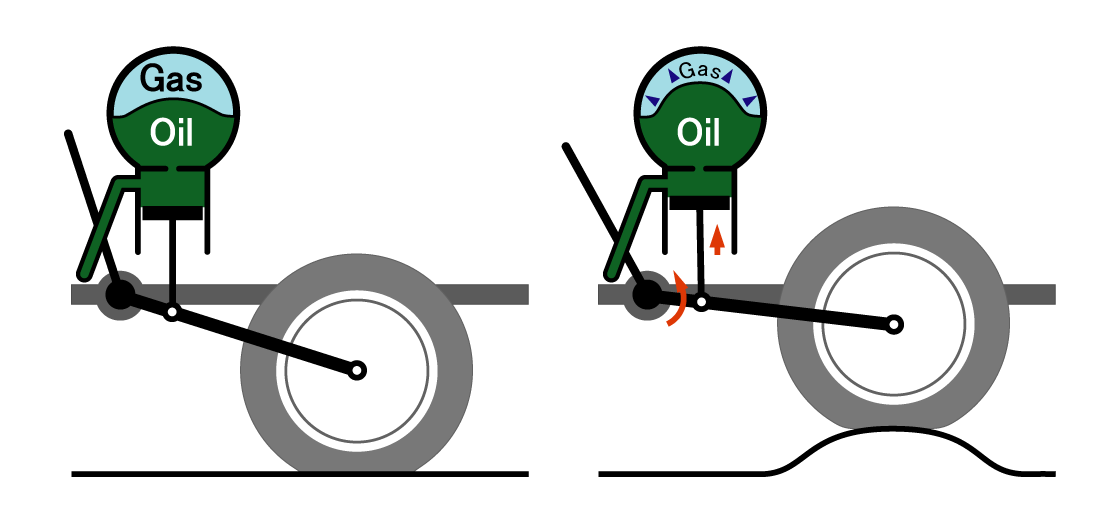
Esquema del funcionamiento de un sistema de suspensión hidroneumático

Este cuestionamiento condujo al desarrollo de un sistema de suspensión hidroneumática, que combinaba un gas fácilmente comprimible en una cámara cerrada con las propiedades incompresibles y de multiplicación de fuerza de los sistemas hidráulicos. En un dispositivo de este tipo, el aumento de las cargas produce mayores presiones de gas, por lo que la suspensión se vuelve más rígida. Magès finalmente concluyó que el fluido hidráulico a presión, suministrado por un accesorio accionado por un motor (una bomba hidráulica), era la mejor manera de lograr el resultado deseado.
Magès tal vez nunca hubiera podido resolver este problema si hubiera tenido una mejor formación técnica. Marcel Pagnol, el dramaturgo francés, acuñó la famosa frase: «Todos pensaban que era imposible, excepto un idiota que no lo sabía y que lo inventó». Magès guardaba una copia de esta declaración en su escritorio. El sistema hidroneumático consiguió su objetivo: velocidades de desplazamiento más elevadas en carreteras en mal estado. Esta ventaja aún se aprecia hoy en día, especialmente en aplicaciones donde la calidad de la rodadura es importante, como en el diseño de las ambulancias.
También desarrolló la dirección asistida sensible a la velocidad DIRAVI, utilizada por primera vez en el Citroën SM de 1970.
Muchos vehículos actuales utilizan la suspensión neumática para obtener algunas de las ventajas de la suspensión hidroneumática, con una complejidad percibida ligeramente menor, y utilizan nuevos avances en electrónica para lograr la dirección asistida sensible a la velocidad.
Falleció en 1999 a los 91 años de edad en Garches (Altos del Sena).

## Reconocimientos
- El Citroën DS de 1955, desarrollado en torno a las innovaciones de ingeniería de Magès, obtuvo el tercer puesto en la competición organizada en 1999 para elegir el Automóvil del Siglo, detrás del Ford T y del BMC/BL Mini.